# Wright Flyer II

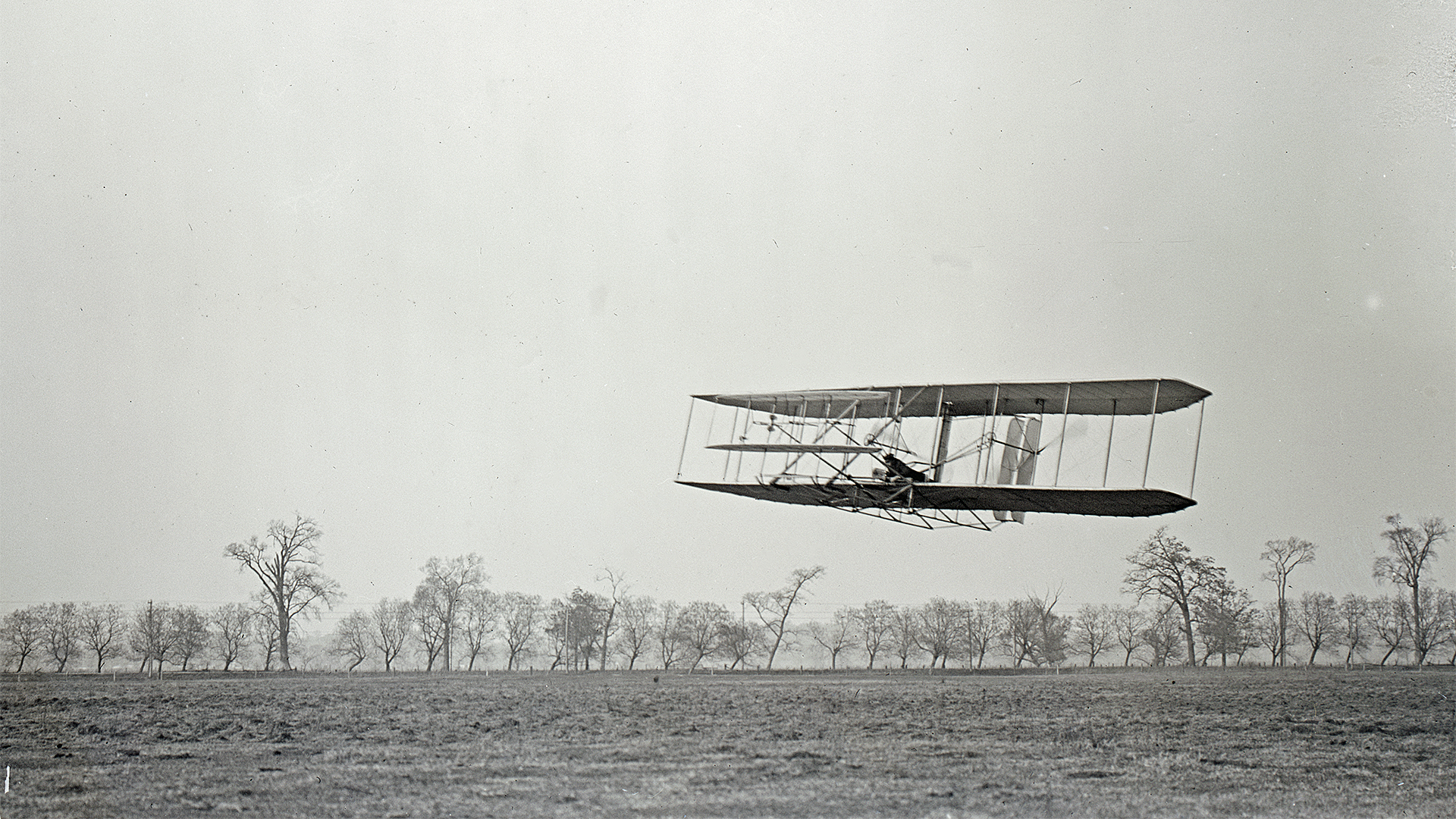
Orville Wright im Flyer II am 16. November 1904 über der Huffman Prairie (Dayton, Ohio)

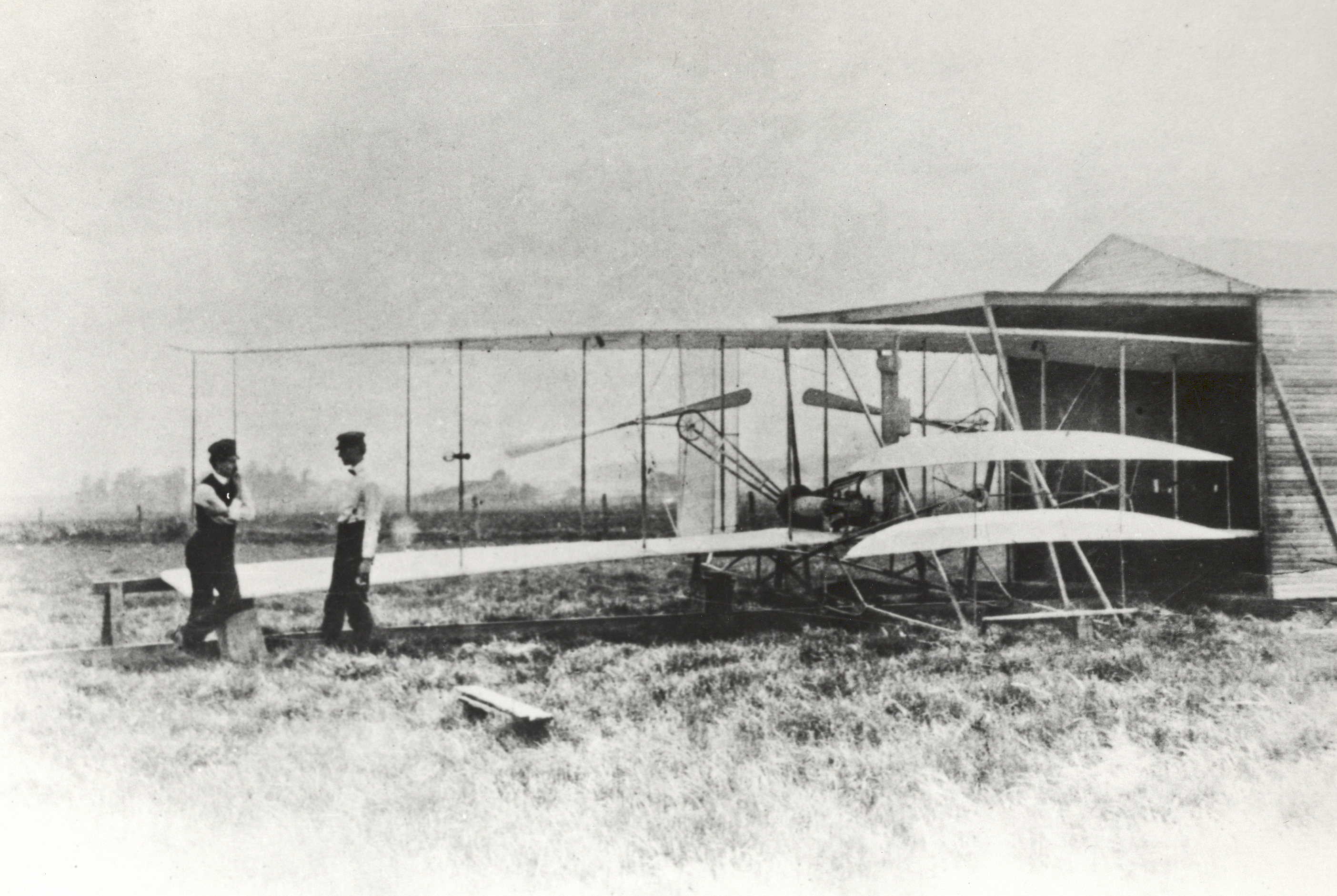
Wilbur und Orville Wright im Mai 1904 mit dem Flyer II auf der Huffman Prairie

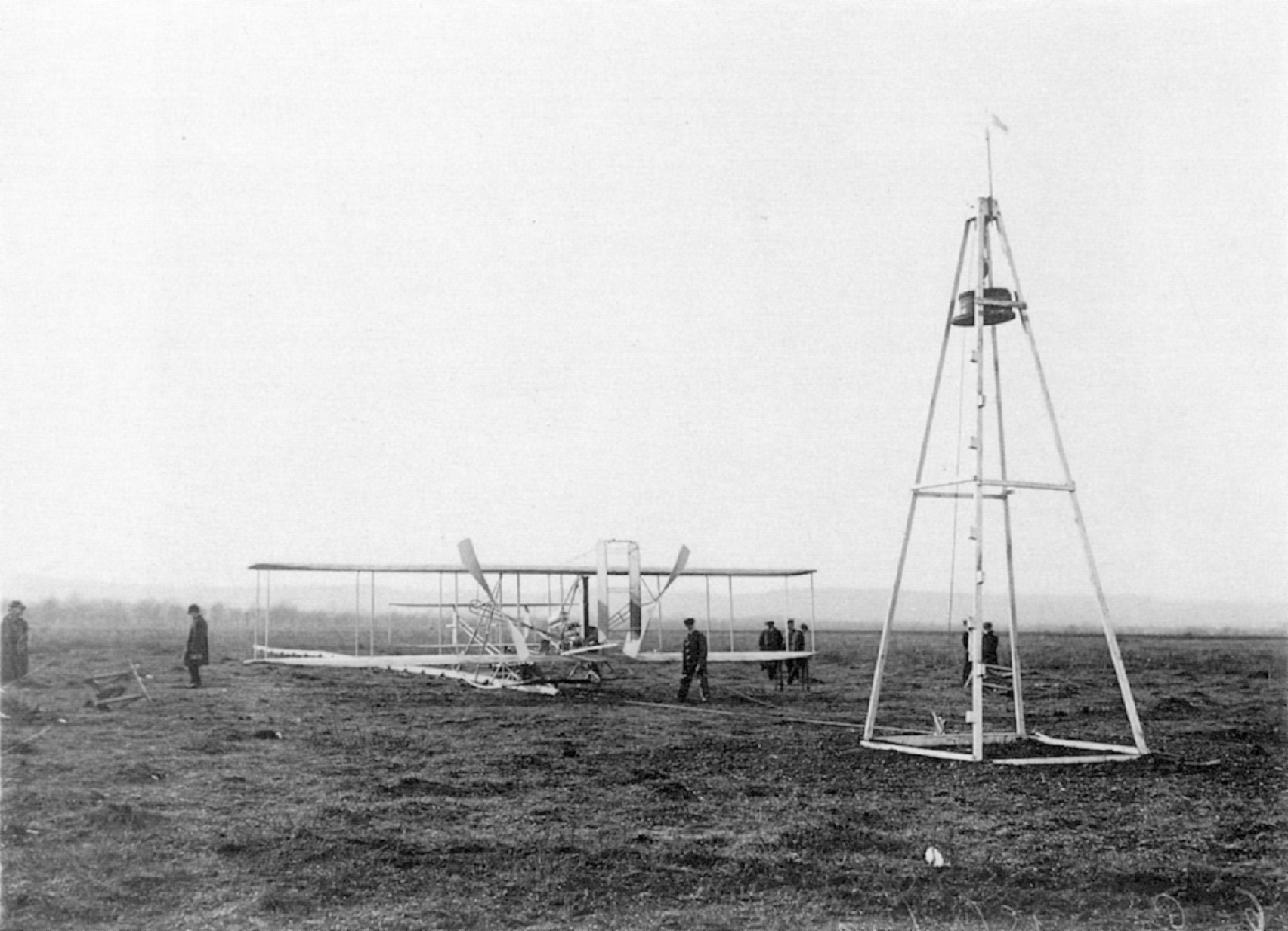
Das 1904 entwickelte Startkatapultsystem auf einem Bild von 1909:
Das System bestand aus einem 6 Meter hohen Holzturm, von dem man ein Gewicht von 544 bis 726 kg fallen ließ. Am Gewicht war ein Seil befestigt, das über Umlenkrollen zum unteren Frontflügel geführt wurde. Der Flyer ruhte auf einem Wagen der auf einer Schiene rollte. Bei Freigabe erzeugt das fallende Gewicht zusätzlichen Schub und beschleunigte den Flyer viel kräftiger als nur mit dem Propellerschub.

Der Wright Flyer II war 1904 das zweite Motorflugzeug der Brüder Wright. Mit dieser Maschine gelang am 20. September 1904 auf der Huffman Prairie bei Dayton der erste Flug eines Vollkreises und die Steigerung der Flugdauer auf über 5 Minuten.

## Geschichte
Da der Wright Flyer, mit dem 1903 vier erfolgreiche Motorflüge gelungen waren, nach dem letzten Flug durch eine Windböe mit anschließendem Überschlag sehr stark beschädigt worden war, entschieden sich die Brüder Wright 1904 einen komplett neuen Flyer zu bauen. Außerdem verzichteten sie bei ihren Flugversuchen auf die starken und konstanten Winde von Kitty Hawk auf den Outer Banks an der Atlantikküste (North Carolina) und verlegten Flugzeugbau und Flugversuche auf die Huffman Prairie, einem ungefähr 40 Hektar großen Gelände nahe bei ihrer Heimatstadt Dayton, das ihnen kostenfrei zur Verfügung gestellt wurde. (Das Gelände ist heute Bestandteil der Wright-Patterson Air Force Base.)

## Konstruktion
Das Design des Flyers II, ein Doppeldecker mit Flügelverwindung der Tragflächenenden, doppelten Entenflügeln und doppelten Seitenleitwerken, war dem des Flyers von 1903 sehr ähnlich; auch was die Spannweite, Länge und Höhe der Maschine anging. Die Veränderungen an der Zelle hatten das Ziel die Maschine robuster zu machen; dazu diente auch die Wahl von Kiefern – anstelle von Fichtenholz und die Verstärkung der Landekufen. Eine wichtige Änderung war die Reduzierung der Profilwölbung von 1:20 im Jahr 1903 auf 1:25. Die Wrights erhofften sich dadurch eine Verringerung des Luftwiderstands, obwohl dadurch auch weniger Auftrieb erzielt wurde. Mit diesen Änderungen war der Flyer II um etwa 80 kg schwerer als die Maschine von 1903.
Der Motor des Jahres 1904 war mit 16 PS ungefähr 30 Prozent stärker als die Motorversion von 1903. Die für den Flyer von 1903 entwickelten Propeller verformten sich bei höheren Drehzahlen etwas, was den Wirkungsgrad beeinträchtigte. Die Wrights gestalteten daher die neuen Propellerblätter im Druckmittelpunkt stabiler und sorgten mit weiteren Maßnahmen für einen Ausgleich der die Blätter verformenden Kräfte.
Die Steuerorgane waren wie beim Flyer für einen bäuchlings im Zentrum neben dem Motor liegenden Piloten eingerichtet. Das Höhenruder wurde durch einen Hebel links vom Piloten betätigt. Das Rollen durch Verwindung der Flügelenden (Querruder) steuerte der liegende Pilot mit einem Hüftschieber, den er nach rechts oder links verschieben konnte, wenn er mit der Hüfte nach rechts oder links rutschte. Das Seitenruder war mit dem Hüftschieber so verbunden, dass es bei Flügelverwindung gegen die Drehung wirkte, die wegen der unterschiedlichen Luftwiderstände am rechten und linken Flügel beim Rollen entstand.

## Nutzung
Der Flugbetrieb stellte sich mit dem Flyer II zunächst schwierig dar. Das lag nicht nur am erhöhten Gewicht, sondern vor allem auch am Wechsel des Geländes, dem die starken und konstanten Winde fehlten. Die ersten Flüge im Mai waren sehr kurz und weil die Maschine stark zum Nicken neigte, waren einige harte Landungen mit leichten Schäden dabei. Die Brüder experimentierten darum mit der Schwerpunktlage und nahmen zur Schwerpunktoptimierung Trimmgewichte an Bord. Zusätzlich entwickelten sie ein Startkatapultsystem, um vom Start weg mit mehr Geschwindigkeit die Flugstabilität zu verbessern. Das Startkatapult wurde ab dem 7. September 1904 eingesetzt.
Insgesamt unternahmen sie 1904 auf der Huffman Prärie 105 Flüge. Dabei gelang ihnen am 20. September 1904 der erste Flug eines Vollkreises. Die beiden längsten Flüge des Jahres 1904 am 9. November und 1. Dezember dauerten über 5 Minuten. Dabei flogen sie annähernd vier Runden über dem Platz und legten knapp 5 Kilometer zurück.

## Verbleib
Im Winter 1904/1905 entschlossen sich die Brüder eine neue Maschine, den Flyer III zu bauen. Die mechanischen Elemente des Flyer II wurden dabei wiederverwendet, die hölzernen Teile wie Zelle und Tragflächen wurden 1905 verbrannt.

## Technische Daten
| Kenngröße                           | Wright Flyer 1903 | Wright Flyer II 1904 | Wright Flyer III 1905 | Wright Model A 1908 |
| ----------------------------------- | ----------------- | -------------------- | --------------------- | ------------------- |
| Besatzung                           | 1 (liegend)       | 1 (liegend)          | 1 (liegend)           | 1 (sitzend)         |
| Passagiere                          | –                 | –                    | –                     | 1 (sitzend)         |
| Länge                               | 6,43 m            | 6,43 m               | 8,54 m                | 9,45 m              |
| Höhe                                | 2,7 m             | 2,7 m                | 2,7 m                 | 2,7 m               |
| Spannweite                          | 12,3 m            | 12,3 m               | 12,3 m                | 12,3 m              |
| Profiltiefe                         | 1,94 m            | 1,94 m               | 1,94 m                | 1,94 m              |
| Flügelfläche                        | 47,4 m²           | 47,4 m²              | 47,4 m²               | 47,4 m²             |
| Flügelstreckung                     | 6,4               | 6,4                  | 6,4                   | 6,4                 |
| Fläche der (Canard-)Höhenruder      | 4,46 m²           | 4,46 m²              | 7,7 m²                | 7,7 m²              |
| Fläche der Seitenruder              | 1,95 m²           | 1,95 m²              | 3,2 m²                | 3,2 m²              |
| Leermasse (ohne Pilot)              | 274 kg            | 354 kg               | 354 kg                | 363 kg              |
| max. Startmasse (mit Pilot)         | 341 kg            | 421 kg               | 421 kg                | 500 kg              |
| Höchstgeschwindigkeit               | 48 km/h           | 56 km/h              | 56 km/h               | 60 km/h             |
| Triebwerk (1 × Reihen-Vierzylinder) | 12 PS (8,9 kW)    | 16 PS (11,9 kW)      | 20 PS (14,9 kW)       | 31 PS (23,1 kW)     |
| Durchmesser der Luftschrauben       | 2,44 m            | 2,44 m               | 2,44 m                | 2,44 m              |

## Trivia
Den in Europa im November 1904 auf 50.000 Franc erhöhten Grand Prix d’Aviation, ein von Archdeacon und Deutsch de la Meurthe gestifteter Preis für den ersten Kreisflug eines Flugzeuges über einen Kilometer, hatten die Brüder Wright mit ihrem Flyer II bereits im September 1904 „errungen“ bevor er in dieser Höhe ausgelobt und 1908 Farman zuerkannt wurde.